# Haliplus fulvicollis
Haliplus fulvicollis är en skalbaggsart som beskrevs av Wilhelm Ferdinand Erichson 1837. Haliplus fulvicollis ingår i släktet Haliplus, och familjen vattentrampare. Enligt den finländska rödlistan är arten nära hotad i Finland. Arten är reproducerande i Sverige. Artens livsmiljö är små tjärnar och gölar (även flarkar).